# Comuna de Padew Narodowa
Padew Narodowa (polaco: Gmina Padew Narodowa) é uma gminy (comuna) na Polónia, na voivodia de Subcarpácia e no condado de Mielecki. A sede do condado é a cidade de Padew Narodowa.
De acordo com os censos de 2005, a comuna tem 5492 habitantes, com uma densidade 77,8 hab/km².

## Área
Estende-se por uma área de 70,55 km², incluindo:
- área agricola: 75%
- área florestal: 12%

## Demografia
Dados de 30 de Junho 2004:
|                      | Total   | Total | Mulheres | Mulheres | Homens  | Homens |
| -------------------- | ------- | ----- | -------- | -------- | ------- | ------ |
|                      | pessoas | %     | pessoas  | %        | pessoas | %      |
| População            | 5420    | 100   | 2679     | 49,4     | 2741    | 50,6   |
| Densidade (pop./km²) | 76,8    | 100   | 38       | 38       | 38,9    | 38,9   |

De acordo com dados de 2002, o rendimento médio per capita ascendia a 1342,13 zł.

## Subdivisões
- Babule
- Domacyny
- Kębłów
- Padew Narodowa
- Piechoty
- Pierzchne
- Przykop
- Rożniaty
- Wojków
- Zachwiejów
- Zaduszniki
- Zarównie

## Comunas vizinhas
- Baranów Sandomierski, Gawłuszowice, Osiek, Tuszów Narodowy